# Křída (Ralsko)
Křída (dříve Křida, německy Kridei, Křidei, Kridey, Kridai  či Křidai) je zaniklá obec v okrese Česká Lípa ve východní části bývalého vojenského prostoru Ralsko, kvůli jehož založení zanikla. Ležela asi 8 km severovýchodně od Kuřívod a asi 7 km jižně od Osečné. Původní zabrané katastrální území bylo Křída, současné je pomezí Jabloneček a Náhlov v novodobém městě Ralsko.

## Popis

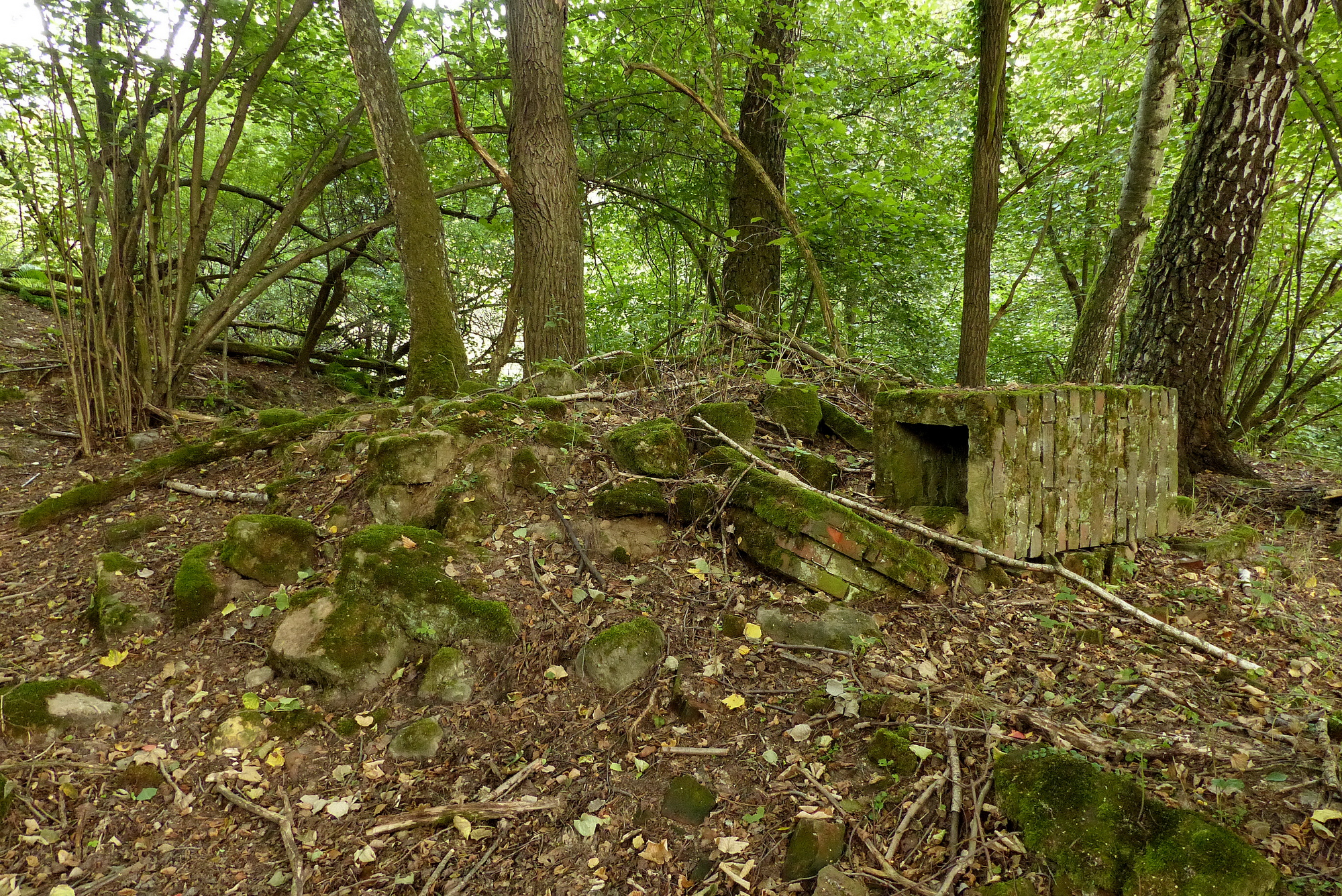
Trosky domu v bývalé Křídě

Zaniklá obec leží nedaleko obory Židlov, 1,5 km severně od další zaniklé obce Olšiny, která je již v oboře. Jižně nad obcí se nachází Zourovský vrch (405 m n. m.).

## Historie
Výchozím bodem pro osídlení a pojmenování obce mohl být blízký zaniklý hrad Křída (též Starý zámek, německy Krutzenburg). Stál na skalním výběžku na jižní straně údolí Zábrdky. Prameny dokládají jeho existenci obce mezi lety 1356–1360.
Při sčítání lidu v roce 1921 bylo v obci zjištěno 28 domů a 127 obyvatel (7 Čechů a 120 Němců). Farním úřadem byli obyvatelé příslušní k farnosti v Jablonci. Četnická stanice, pošta a telegraf byly umístěny v Olšině (4 km). Na vlak museli obyvatelé z Křídy až do Mimoně (14,5 km).
V roce 1947, po zřízení vojenského prostoru Ralsko, byla ves vysídlena a zanikla.